# Boubers-lès-Hesmond
Boubers-lès-Hesmond là một xã của tỉnh Pas-de-Calais, thuộc vùng Hauts-de-France, miền bắc nước Pháp.

## Dân số
| 1962                                           | 1968 | 1975 | 1982 | 1990 | 1999 |
| ---------------------------------------------- | ---- | ---- | ---- | ---- | ---- |
| 80                                             | 90   | 85   | 71   | 71   | 77   |
| Số liệu tính từ năm 1962: Dân số không đếm lặp |      |      |      |      |      |